# Crittenden County (Kentucky)
Crittenden County is een county in de Amerikaanse staat Kentucky.
De county heeft een landoppervlakte van 938 km² en telt 9.384 inwoners (volkstelling 2000). De hoofdplaats is Marion.